# Semnopithecus schistaceus
Semnopithèque ardoisé, Semnopithèque de l'Himalaya
Espèce
Synonymes
- Semnopithecus entellus schistaceus

Statut de conservation UICN

 LC  : Préoccupation mineure
Statut CITES
Le Semnopithèque ardoisé ou Semnopithèque de l'Himalaya (Semnopithecus schistaceus) est une espèce qui fait partie des mammifères Primates. C’est un singe asiatique de la famille des Cercopithecidae.

## Répartition

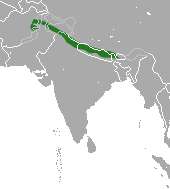
Répartition de l'espèce en Asie, en vert

L'espèce se rencontre en Asie, dans une longue zone qui s'étale horizontalement au nord de l'Inde, répartie entre l'Inde, le Bhoutan, la Chine, le Népal et le Pakistan.

## Classification
Auparavant considéré comme faisant partie de l'espèce Semnopithecus entellus, en 2001 Groves a scindé celle-ci en sept espèces distinctes,.
Synonymes :
- Semnopithecus achilles (Pocock, 1928)
- Semnopithecus lania (Elliot, 1909)
- Semnopithecus nipalensis Hodgson, 1840